# Ciorogârla
Ciorogârla – wieś w Rumunii, w okręgu Ilfov, w gminie Ciorogârla. W 2011 roku liczyła 3919 mieszkańców.